# Nils Grafström (jurist)
Nils Hjalmarsson Grafström, född den 12 juli 1901 i Vaxholm, död den 25 december 1985 i Stockholm, var en svensk jurist. Han var son till Hjalmar Grafström och bror till Sven Grafström.
Grafström avlade juris kandidatexamen vid Uppsala universitet 1923. Han blev tillförordnad fiskal i Svea hovrätt 1929, extra fiskal där 1933, assessor 1934, tillförordnad revisionssekreterare 1937, hovrättsråd 1939, revisionssekreterare 1941 och ånyo hovrättsråd 1946. Grafström var häradshövding i Solna domsaga 1951–1957 och lagman i Svea hovrätt 1957–1968. Han var kyrkonotarie i Gustaf Vasa församling i Stockholm 1932–1951, ordförande i Stockholms stads fjärde hyresdistrikt 1943–1947, ledamot av hyresrådet 1947–1975 (suppleant för ordföranden 1950–1975) och sakkunnig i fångvårdsstyrelsen 1949–1960. Grafström blev riddare av Nordstjärneorden 1942 och kommendör av samma orden 1957. Han vilar i Gustaf Vasa kyrkas kolumbarium.